# Nuestra Señora del Prado (Ciudad Real)
La Virgen del Prado es una advocación mariana que se venera en Ciudad Real (Castilla-La Mancha, España), de la cual es patrona. Se trata de una imagen barroca, de escuela valenciana, tallada en madera policromada por los escultores levantinos José María Rausell y Francisco Llorens. La Iglesia católica conmemora su festividad el 15 de agosto.

## Época contemporánea
El domingo 28 de mayo de 1967 tuvo lugar en la Plaza Mayor de Ciudad Real la Coronación Pontificia de la imagen de la Virgen del Prado, con el acto litúrgico celebrado por el Excmo. y Rvdmo. señor D. Juan Hervás Benet, obispo Prior de las Órdenes Militares, en el cual se dio lectura a la Bula Pontificia de S.S. Pablo VI en la que otorgaba la Coronación.
En el año 1988 tuvo lugar la celebración del Noveno Centenario de la Aparición de la Virgen del Prado, que culminó el domingo 22 de mayo con la Solemne Eucaristía a la que asistió S.M. la Reina Doña Sofía, que había aceptado anteriormente el nombramiento de Camarera de Honor de la Virgen del Prado.

## Festividades y celebraciones
La Ilustre Hermandad (rama masculina) y la Corte de Honor (rama femenina) de Nuestra Señora del Prado se encargan de la organización de los cultos y de fomentar la devoción a la Patrona de Ciudad Real.
La fiesta principal de la Virgen del Prado tiene lugar el día 15 de agosto, coincidiendo con la Solemnidad de la Asunción de Nuestra Señora, destacando la multitudinaria procesión, que se repetirá el día 22 de agosto, día de la Octava. Del 14 al 22 de agosto se celebran la Feria y Fiestas Patronales de la Ciudad. La imagen es bajada desde su Camarín el día 9 de agosto, víspera de San Lorenzo, y recibe la visita de numerosos fieles hasta el día 22 de agosto.
Otra celebración en honor a la Virgen del Prado tiene lugar el día 31 de julio, y es la denominada Pandorga.
En mayo tiene lugar el Solemne Novenario, desde el día 17 hasta el 25. El 25 de mayo, día de San Urbano, es el aniversario de la Aparición de la Stma. Virgen del Prado y en este día se renueva el Voto de la Ciudad a su Patrona y Reina.